# Haruo Oka
Haruo Oka (岡晴夫, Oka Haruo), né le 12 janvier 1916 à Kisarazu dans la préfecture de Chiba – décédé le 19 mai 1970, de son nom véritable Tatsuo Sasaki (佐々木 辰夫, Sasaki Tatsuo), est un chanteur japonais de ryūkōka.
Il apprend la  musique en tant qu'enka-shi ou musicien des rues. Il est encouragé à cette époque par Tarō Shōji et signe avec les King Records en 1938. Il fait ses débuts avec la chanson Kokkyō no Haru (国境の春), lit. « Printemps à la frontière ») en 1939. Il épouse Kiyoko Okuda en 1940. En 1944, durant la Guerre du Pacifique, il est envoyé sur l'île Ambon mais en revient bientôt pour raison de santé.
Sa popularité s'accroît après la guerre et il est la vedette du film Akogare no Hawaii Kōro avec Hibari Misora. Cependant il n'a jamais paru dans l'émission Kohaku Uta Gassen, en partie à cause de son attachement aux concerts en public.

## Discographie
- 1939 : Kokkyo no Haru (国境の春, « Printemps à la frontière »?)
- 1939 : Shanhai no Hanauri Musume (上海の花売娘, Shanghai Flower Girl?)
- 1940 : Kanton no Hanauri Musume (広東の花売娘, Guangdong Flower Girl?)
- 1940 : Nankin no Hanauri Musume (南京の花売娘, Nanjing Flower Girl?)
- 1940 : Parao Koishiya (パラオ恋しや, Love Palau?)
- 1946 : New Tokyo Song (ニュー・トーキョー・ソング?)
- 1939 : Tokyo no Hanauri Musume (東京の花売娘, Tokyo Flower Girl?)
- 1947 : Nakuna Kotoriyo (啼くな小鳩よ, « Ne pleure pas petit oiseau »?)
- 1948 : Akogare no Hawaii Kōro (憧れのハワイ航路?)
- 1955 : Aitakattaze (逢いたかったぜ, « Je voulais te rencontrer »?)